# Sedusier
Die Sedusier waren ein vielleicht germanischer Stamm. 
Die Sedusier werden erstmals von dem römischen Feldherrn und Autor Julius Caesar in De Bello Gallico genannt, seinem Bericht über seine Kriege in Gallien.  Um das Jahr 70 v. Chr. waren verschiedene germanische Volksstämme auf der Suche nach neuem Siedlungsgebiet unter Führung des Fürsten Ariovist ins Gebiet der Gallier eingedrungen. Die unter dem Protektorat des Römischen Reichs stehenden Gallier baten, so Caesar, Rom um Hilfe. Caesar nennt die Sedusier dann unter den sieben Stämmen, die er in einer Schlacht am Rhein im Jahr 58 v. Chr. besiegte.  Caesar bezeichnet alle diese Stämme als Germanen. 